# Philipp Loewenfeld
Philipp Loewenfeld (* 23. September 1887 in München; † 3. November 1963 in New York) war ein deutscher Rechtsanwalt und Politiker (SPD).

## Leben
Philipp Löwenfeld stammt aus einer jüdischen Familie, die seit Generationen mit Bayern verbunden war. Sein Vater war der Jura-Professor Theodor Löwenfeld, der bedeutende Arbeiten zum Arbeits- und Zivilrecht verfasste. Löwenfeld machte 1906 sein Abitur am Wilhelmsgymnasium München und studierte anschließend bis 1911 Jura an der Universität München. Löwenfeld wurde danach Rechtsanwalt in München und Honorar-Professor an der Universität.
Am 1. Oktober 1914 meldete er sich freiwillig zum Militär zu Beginn des Ersten Weltkrieges und wurde in einer Funker-Ersatz-Kompanie ausgebildet. Dort wurde er am 5. Mai 1915 zum Gefreiten befördert, am 21. November zum Reserveoffiziers-Aspiranten ernannt und zum Überzähligen Unteroffizier befördert. Am 1. Dezember 1915 rückte er „ins Feld“, am 10. August 1916 wurde er zum Vizeleutnant befördert und erhielt am 21. Dezember den Rang eines Offizier-Stellvertreters. Ab 13. Januar 1917 führte er einen Gebirgsjäger-Funker-Trupp. Zu Weihnachten 1916 erhielt er das Eiserne Kreuz II. Klasse und das Bayerische Verdienstkreuz mit Schwertern. Vom 1. Dezember 1915 an nahm er am Balkanfeldzug teil, unter anderem an der Griechischen und Mazedonischen Grenze, Schlachten bei Monastir, am Ostrowo See, Florina und bei Struga am Ohridsee.
Löwenfeld war schon als Student politisch aktiv gewesen. 1912 wurde er Mitglied der SPD, weil er sich für „gesellschaftliche Reformen und gesetzlichen Fortschritt“ einsetzte. Löwenfeld war zeitlebens ein „reformistischer“ Sozialdemokrat. 1918 wurde Löwenfeld zum Delegierten der Partei im Reichsrätekongress gewählt. Auf Wunsch des bayerischen Ministerpräsidenten Kurt Eisner arbeitete er zusammen mit zwei weiteren Juristen den Entwurf für die bayerische Verfassung aus. Deren erste Version wurde als „Staatsgrundgesetz für die Republik Bayern“ am 7. Januar 1919 verkündet und war die erste demokratische Verfassung in der bayerischen Geschichte.
In der Weimarer Republik wurde er als Verteidiger in einigen aufsehenerregenden politischen Strafprozessen bekannt. Er verteidigte unter anderem die Räterepublikaner Ernst Niekisch und Felix Fechenbach. Außerdem führte er einen publizistischen Kampf gegen Missstände des Weimarer Rechtssystems. Als überzeugter Republikaner und Gegner des Nationalsozialismus musste er 1933 zunächst in die Schweiz und 1938 in die Vereinigten Staaten emigrieren. 1942 verfasste er seine Autobiographie, die 2004 veröffentlicht wurde. Loewenfeld wollte damit einen Beitrag zur Aufhellung der Ursachen des Nationalsozialismus leisten. Er lebte zuletzt in New York.

## Ehrungen
Nach Philipp Loewenfeld ist eine etwa 400 Meter lange Ringstraße im Münchner Stadtteil Schwanthalerhöhe benannt. Sie führt südlich des Bahngleises von der Landsberger Straße weg und wieder auf diese zurück. Die Philipp-Loewenfeld-Straße gewährt den Zugang zum Arnulfsteg, über den – mit Fahrrad oder zu Fuß – der Gleiskörper zwischen Donnersberger- und Hackerbrücke in nord-südlicher Richtung gequert werden kann.

## Familie
Löwenfeld war seit 1914 verheiratet mit Lottie Winkler, sie hatten drei Töchter. Eine Tochter war die Wissenschaftlerin Irene Löwenfeld, die gemeinsam mit Otto Löwenstein ein Grundlagenwerk über die menschliche Pupille verfasste.

## Veröffentlichungen (Auswahl)
- Das Strafrecht als politische Waffe. (Die sozialistische Rechtsidee Heft 1, Schriftenreihe der Vereinigung sozialdemokratischer Juristen, hrsg. von Franz Neumann), Berlin 1933.
- Der politische Mord – zu seiner Soziologie. Europa Verlag, Zürich 1936. (Eine Abrechnung mit den Morden der Nationalsozialisten an ihren politischen Gegnern, veröffentlicht unter dem Pseudonym Hans Kilian)
- Recht und Politik in Bayern zwischen Prinzregentenzeit und Nationalsozialismus. Die Erinnerungen von Philipp Loewenfeld. Hrsg. Peter Landau; Rolf Rieß, Aktiv Druck & Verlag, Ebelsbach 2004, ISBN 3-932653-16-5. (Münchener Universitätsschriften – Juristische Fakultät, Abhandlungen zur rechtswissenschaftlichen Grundlagenforschung 91) (Das Buch wurde auch von der Bayerischen Landeszentrale fùr politische Bildungsarbeit herausgegeben ).

## Sonstiges
- Loewenfeld rühmt sich der womöglich letzte gewesen zu sein, der seine Prozesskosten über den Weg der Zwangsvollstreckung beim Reichskanzler Adolf Hitler eingetrieben habe.
- Die Stadt München hat 2006 eine Straße nach Loewenfeld benannt[8]